# Anguilla, The Threatened and Endangered Species Garden

Clusia rosea especie nativa de Anguilla.

El Jardín de Especies Amenazadas y en Peligro de Anguilla (en inglés: Anguilla, The Threatened and Endangered Species Garden) es un jardín botánico que se encuentra en Anguilla, Indias Occidentales. Su código de identificación internacional como institución botánica es CJA.

## Localización
The Threatened and Endangered Species Garden
c/o Landscape Department, Cap Juluca, West Indies Anguilla-Indias Occidentales

## Historia
Fue creado en 1999.
« The National Trust of Anguilla », está actualmente (2008) planificando el establecimiento de un Jardín Botánico Nacional. 

## Colecciones

La flor de Clusia rosea especie nativa de Anguilla.

Este jardín botánico está especializado en las plantas endémicas de Aguilla, para su preservación sobre todo de las que están amenazadas o en peligro de extinción por la pérdida de su hábitat, así como en las plantas de interés económico en cultivos de la isla para su mejora.
Las plantas se encuentran agrupadas como:
- Plantas endémicas de Anguilla.
- Plantas medicinales.
- Plantas de interés económico.

Entre las especies que albergan son de destacar, Aloe vera, Clusia rosea, Jatropha curcas, Phyllanthus epiphyllanthus, Crescentia cujete, Pilosocereus royenii, Exostema caribaeum, Cymbopogon citratus, Citrus aurantifolia, Waltheria indica, Catharanthus. 